# Pasquale Ricca
Pasquale Ricca, noto anche con lo pseudonimo di Pasquale Ricco (Santa Maria Capua Vetere, 1803 – Napoli, 1º giugno 1869), è stato uno scultore italiano.
Scultore neoclassico napoletano del XIX secolo, fu attivo soprattutto a Napoli, ma anche a Roma e in Puglia.

## Biografia

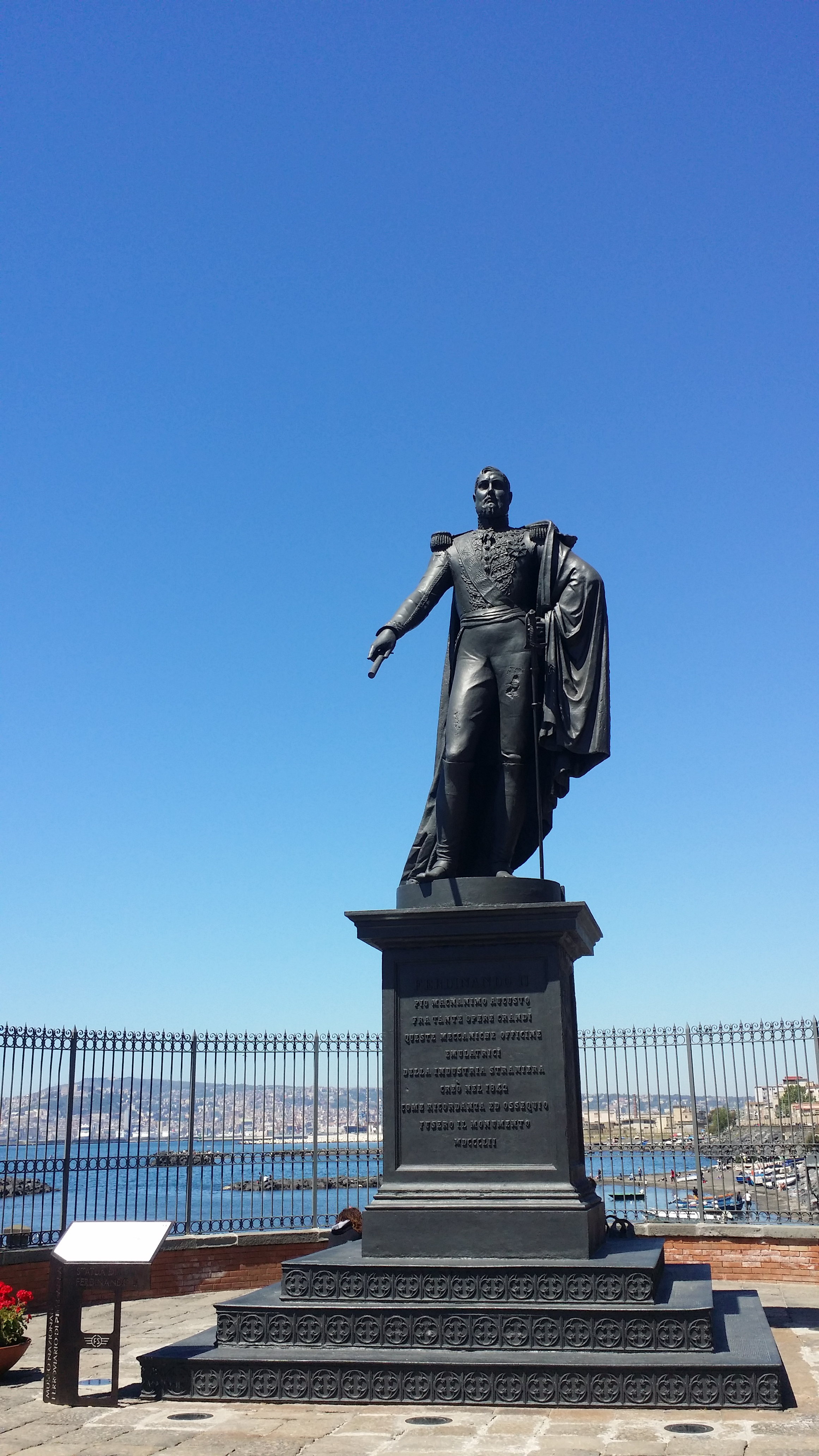
Statua di Ferdinando II di Borbone

Pasquale Ricca nacque a Santa Maria Capua Vetere nel 1803. Studiò all'Accademia di belle arti di Napoli e fu allievo di Angelo Solari. Dopo avere vinto il "pensionato" dell'Accademia napoletana, a 21 anni andò a studiare a Roma all'Accademia nazionale di San Luca, dove rimase dal 1825 al 1830: in questo periodo eseguì l'Omero, rappresentato mentre suona la cetra ascoltato da un fanciullo. Eseguì poi un mezzobusto di Pio VIII, opera iniziata quando questi era ancora cardinale: il Ricca lo consegnò solo dopo l'elezione al soglio pontificio mostrando la scultura con le nuove insegne papali ed essa fu accettata dal pontefice. All'Accademia di San Luca, il Ricca ottenne un endorsement da Bertel Thorvaldsen, che attestò: "Pasquale Ricco, Penzionato della Reale Accademia di Napoli ha studiato qui in Roma nell'arte della scultura nella quale ha molto avanzato, e lo credo capace d'intraprendere qualunque lavoro nella'arte sua". In seguito, il Ricca ebbe diversi incarichi presso diverse corti e governi dell'epoca.
La sua opera più nota è forse la grande statua di Ferdinando II di Borbone, alta 4.5 metri, che rappresenta il sovrano nell'atto di ordinare la fondazione dell'Opificio di Pietrarsa. Ricca eseguì il modello in gesso, conservato poi presso il Museo nazionale di San Martino, mentre la statua venne realizzata in ghisa, in un'unica colata, eseguita proprio nell'Opificio di Pietrarsa, il 18 maggio 1852. L'opera è oggi esposta nel cortile del Museo Nazionale Ferroviario di Pietrarsa. L'uso di questo materiale era innovativo all'epoca; d'altronde l'uso di diversi materiali e adottare ecletticamente vari stili nelle opere è stata una costante dell'attività del Ricca.
Nel 1866 a Napoli eseguì, inoltre, uno dei quattro leoni che adorna i lati della colonna dei martiri in piazza dei Martiri. Il leone è rappresentato sdraiato, ruggente e non ancora domato, con lo statuto del 1848 tra le zampe, a rappresentare i martiri liberali dei moti del 1848.
Eseguì diverse sculture, in particolare busti e mezzibusti, in chiese e altri spazi pubblici e privati, incluse alcune decorazioni nel Palazzo Reale di Napoli. Espose delle sue opere all'esposizione internazionale di Londra.
Morì a Napoli nella notte del 1 giugno 1869.

## Opere
- Omero.[4]
- Busto di Pio VIII (1829).[4]
- Ritratto di Bertel Thorvaldsen (1834), Museo Thorvaldsen a Copenhagen.[12]
- Busto di San Simmaco vescovo nella basilica di Santa Maria Maggiore e San Simmaco in Santa Maria Capua Vetere.[13]
- Bassorilievi, Chiesa di Santa Teresa degli Scalzi (1835).[14]
- Ritratto di Andrea Crescenzi (✝Napoli,1837), Camposanto dei Protestanti di Napoli.
- Busto del pittore olandese Anton Sminck van Pitloo (1843), professore dell'Accademia di Belle Arti, cimitero dei Protestanti.[15]
- Statua in ghisa di Ferdinando II di Borbone (circa 1845), Museo nazionale di San Martino.[16]
- Monumento a Vito Antonio Montanaro (1847), chiesa di Locorotondo.[17]
- Interno del sepolcro del Redentore (1848), pezzo presentato all'Esposizione Borbonica del 1848.[18]
- Mezzobusto del pittore Giuseppe Bonolis (1851).
- Disegno della grande statua in ferro di Ferdinando II di Borbone (1853), Museo Nazionale Ferroviario di Pietrarsa.
- Statue in stucco di San Germano e di San Prisco, facciata del Duomo di Capua (tra il 1854 e il 1858).[2][9]
- Ritratto di giovinetto (1858), terracotta, Pinacoteca provinciale di Bari.[19]
- Monumento funebre di Maria Cristina Berner.[20]
- Quattro Angeli cariatidi, Chiesa di San Francesco da Paola.
- Statua di San Girolamo, partecipazione all'esposizione universale di Londra del 1862.[21]
- Busto di Pietro Giannone, cortile dell'Università di Napoli (1862).[22]
- Statua della Fontana del Tritone (attribuito).[23]
- Leone indomito della colonna dei martiri, Piazza dei Martiri a Napoli (1866).